# Kirsten Nelson
Kirsten Nelson (Enid, 3 ottobre 1970) è un'attrice statunitense, maggiormente nota al pubblico per il ruolo di Karen Vick nella serie televisiva USA Network Psych.

## Biografia

### Primi anni
Nata a Enid, Oklahoma, figlia del vescovo luterano Dean Wesley Nelson e sua moglie Marianne, Kirsten si trasferisce con i genitori e il fratello a Chicago, Illinois, quando aveva cinque anni e vi trascorre gli anni giovanili studiando canto e pianoforte presso il Franklin Fine Arts Center per poi iscriversi alla Northwestern University, dove muove i primi passi nel mondo della recitazione, divenendo una dei membri fondatori della Chicago's Roadworks Theatre Ensemble.
Successivamente si trasferisce a Los Angeles ed intraprende la carriera di attrice.

### Carriera
Nel corso della sua carriera la Nelson ha avuto ruoli in: The Untochables, Jarod il camaleonte, Buffy l'ammazzavampiri, The O'Keefes, Baby Birba - Un giorno in libertà, Il fuggitivo, Frasier, Ally McBeal, West Wing - Tutti gli uomini del Presidente, Just Shoot Me!, Ghost Whisperer - Presenze, Crescere, che fatica!, Malcolm, Parenthood, Eli Stone, NCIS - Unità anticrimine e Warehouse 13.
Oltretutto è accreditata nel film La guerra dei mondi, di Steven Spielberg.
Nel 2011 ha diretto il cortometraggio 8 Minutes, suo debutto come regista, che le porta in seguito a dirigere alcuni episodi dell'ottava stagione di Psych, serie che l'ha portata alla notorietà internazionale.

## Filmografia

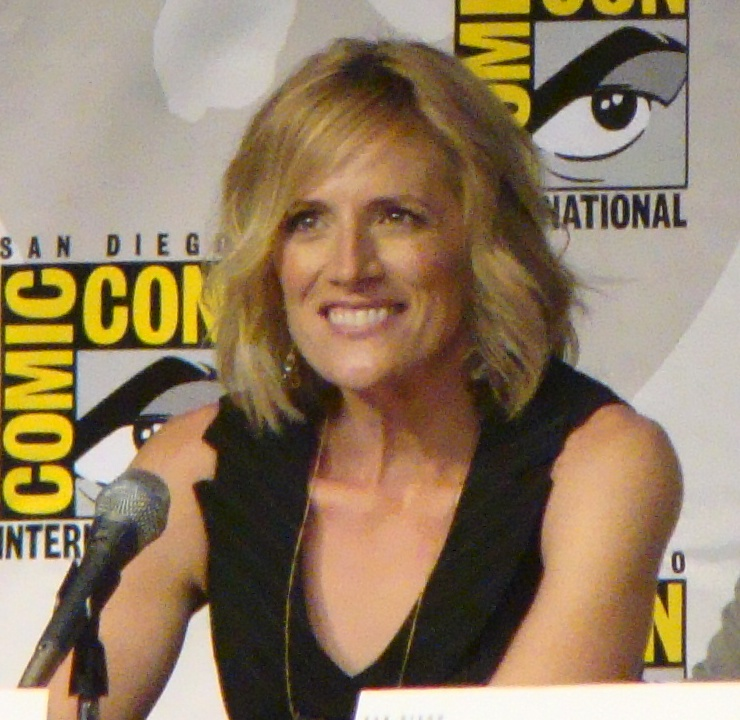
Kirsten Nelson al San Diego Comic-Con International del 2010

### Cinema
- Il fuggitivo (The Fugitive), regia di Andrew Davis (1993)
- Baby Birba - Un giorno in libertà (Baby's Day Out), regia di Patrick Read Johnson (1994)
- Three Women of Pain, regia di Marisa Ryan - cortometraggio (199)
- Larceny, regia di Irving Schwartz (2004)
- Una star in periferia (Stuck in the Suburbs), regia di Savage Steve Holland (2004)
- La guerra dei mondi (War of the Worlds), regia di Steven Spielberg (2005)
- Mrs. Harris, regia di Phyllis Nagy (2005)

### Televisione
- The Untochables - serie TV, episodio 2x16 (1994)
- Ned & Stacey - serie TV, episodio 2x01 (1996)
- The Practice - Professione avvocati (The Practice) - serie TV, episodio 2x13 (1997)
- Jarod il camaleonte (The Pretender) - serie TV, episodio 3x08 (1999)
- Crescere, che fatica! (Boy Meets World) - serie TV, episodio 6x12 (1999)
- Thanks - serie TV, 6 episodi (1999)
- Pensacola - Squadra speciale Top Gun (Pensacola: Wings of Gold) - serie TV, episodio 3x18 (2000)
- Just Shoot Me! - serie TV, episodio 5x16 (2001)
- West Wing - Tutti gli uomini del Presidente (The West Wing) - serie TV, episodio 2x22 (2001)
- Buffy l'ammazzavampiri (Buffy the Vampire Slayer) - serie TV, 2 episodi (2002)
- Providence - serie TV, episodio 4x16 (2002)
- Ally McBeal - serie TV, episodio 5x18 (2002)
- The O'Keefes - serie TV, 8 episodi (2003)
- Frasier - serie TV, episodio 11x18 (2004)
- Senza traccia (Without a Trace) - serie TV, episodio 3x15 (2005)
- Malcolm (Malcolm in the Middle) - serie TV, episodio 6x22 (2005)
- Everwoods - serie TV, 2 episodi (2005)
- Psych - serie TV, 83 episodi (2006-2014)
- Eli Stone - serie TV, episodio 1x10 (2008)
- Ghost Whisperer - Presenze (Ghost Whisperer) - serie TV, episodio 5x19 (2010)
- Parenthood - serie TV, episodio 1x14 (2012)
- NCIS - Unità anticrimine (NCIS) - serie TV, episodio 9x16 (2012)
- Warehouse 13 - serie TV, episodio 4x05 (2012)
- Psych: il musical (Psych: The Musical), regia di Steve Franks – film TV (2013)
- Saint George - serie TV, episodio 1x09 (2014)

## Doppiatrici italiane
Nelle versioni in italiano delle opere in cui ha recitato, Kirsten Nelson è stata doppiata da:
- Cinzia De Carolis in Psych, K.C. Agente Segreto
- Franca D'Amato in Ghost Whisperer - Presenze
- Michela Alborghetti in NCIS: New Orleans
- Emanuela Baroni in Bluff City Law